# Pterotaea melanocarpa
Pterotaea melanocarpa là một loài bướm đêm trong họ Geometridae.